# فرجينيا كير
فرجينيا كير (بالإنجليزية: Virginia Kerr)‏ هي مغنية ومغنية أوبرا أيرلندية، ولدت في 14 مايو 1954.

## وصلات خارجية
- فرجينيا كير على موقع ميوزك برينز (الإنجليزية)